# Base aérienne de Vozdvijenka
La base aérienne de Vozdvijenka (également connue sous le nom de base d'Oussouriïsk et avant les années 1960 la base de Vorochilov) est une base aérienne des forces aérospatiales russes située dans le kraï du Primorié, à proximité du village de Vozdvijenka, dans l'okroug urbain d'Oussouriïsk. Cette base était dédiée à la flotte de bombardiers lourds de l'aviation à long rayon d'action du Pacifique, abritant le 444e régiment d'aviation de bombardement lourd, qui faisait partie de la 326e division de la 37e armée aérienne.
Un document déclassifié de la CIA datant de 1969 montre qu'il s'agissait de la seule base à l'est de l'Oural dotée de l'avion Tu-22. Plus tard, dans les années 1970, le régiment était composé de bombardiers supersoniques à longue portée Tu-22M3.
Le 444e régiment est dissous en 2009, certains avions sont transférés dans la base aérienne de Belaïa et d'autres démantelés (moteurs et équipements retirés et fuselage découpé). Actuellement sur l'aérodrome se trouve le commandant de l'aviation de la base aérienne de Khourba et l'usine de réparation d'avions n° 322 (322 ARZ).